# Beneš Mokrovouský z Hustířan
Beneš Mokrovouský z Hustířan (před 1400 – po roce 1454) byl český šlechtic, přívrženec husitství a husitský hejtman. Byl významnou postavou orebitského, posléze pak pražského svazu, absolvoval řadu klíčových bitev husitských válek, v závěru života pak podporoval nároky Jiřího z Poděbrad na český trůn.

## Život

### Mládí
Pocházel z nižšího šlechtického rodu pánů z Mokrovous, narodil se patrně na rodové tvrzi Mokrovousy, která patřila jeho otci, Bavorovi z Mokrovous. 

### Husitství
Po upálení mistra Jana Husa se přidal na stranu vznikajícího husitského hnutí. Roku 1420 se účastnil ozbrojeného shromáždění na Kunětické hoře, které následně vyústilo v dobytí Hradce Králové husity. Posléze do svého držení získal tvrz Malešov u Kutné Hory. Připojil se k pražskému svazu, v srpnu 1427 bojoval v bitvě u Tachova. Účastnil se husitského poselství za císařem Zikmundem do Chebu, které mělo ambici dosáhnout smíru, což se nezdařilo. 

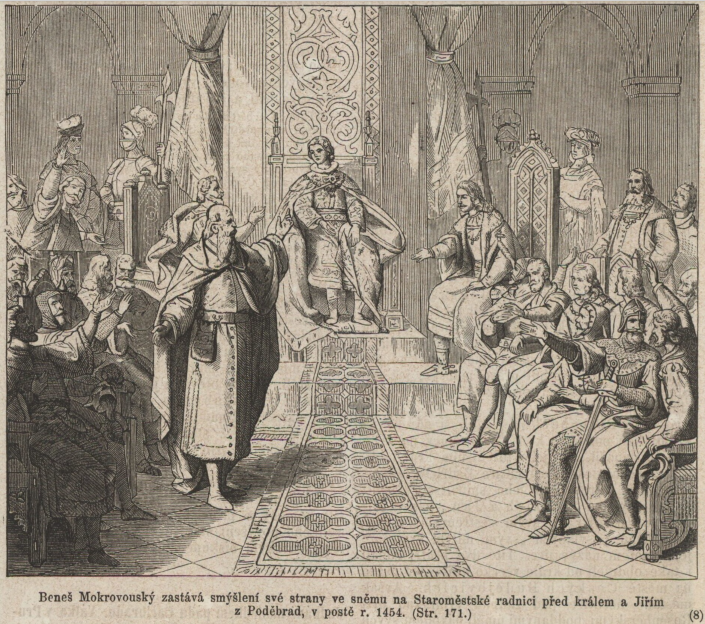
Beneš Mokrovouský z Hustířan při volbě Jiřího z Poděbrad českým králem (Česko-moravská kronika, 1872)

Roku 1432 byl přítomen opět v Chebu při jednání s basilejskými posly, roku 1433 cestoval spolu s kališnickým poselstvem do Basileje a podílel se tak na formulování Basilejských kompaktát. Přiklonil se k umírněným kališníkům, pomáhal při opanování Nového Města Pražského a na straně aliančního katolicko-kališnického vojska bojoval v bitvě u Lipan. Po smrti Zikmunda Lucemburského podporoval snahy české šlechty prosadit na český trůn polského kandidáta proti Albrechtu II. Habsburskému. Spolu s Hyncem Ptáčkem z Pirkštejna odcestoval roku 1438 do Polska, téhož roku byl přítomen též při obléhání Tábora Albrechtem a jeho spojenci. Spolu s Bedřichem ze Strážnice a Janem Koldou mladším ze Žampachu se pokusil o převrat v Praze.
Roku 1443 z neznýmých důvodů přepadl Haška z Valdštejna na jeho hradě Veliši a uvrhl jej do žaláře na tvrzi Mokrovousy. Ta byla posléze českou hotovostí obležena a Beneš byl přinucen pana Haška vydat na svobodu.
Roku 1451 byl členem poselství k římskému králi Fridrichu III. Roku 1452 se zúčastnil volby Jiřího z Poděbrad, svého krajana, za zemského správce. Nedlouho po roce 1454 zemřel.